# Фани
Фа́ни (алб. Lumi i Fanit) — река в северной Албании, правый приток реки Мати. Образуется при слиянии рек Большая Фани (алб. Fan i Madh) и Малая Фани (алб. Fan i Vogël), разделённых горами Мирдита. Протекает через город Рубику.
Река Большая Фани берёт исток близ села Крюэзиу в коммуне Кяфа-э-Мали, у перевала Мола, к югу от горы Кукора-э-Дардес (1583 м), протекает через город Фуша-э-Арезит.

## Каскад ГЭС на Фани

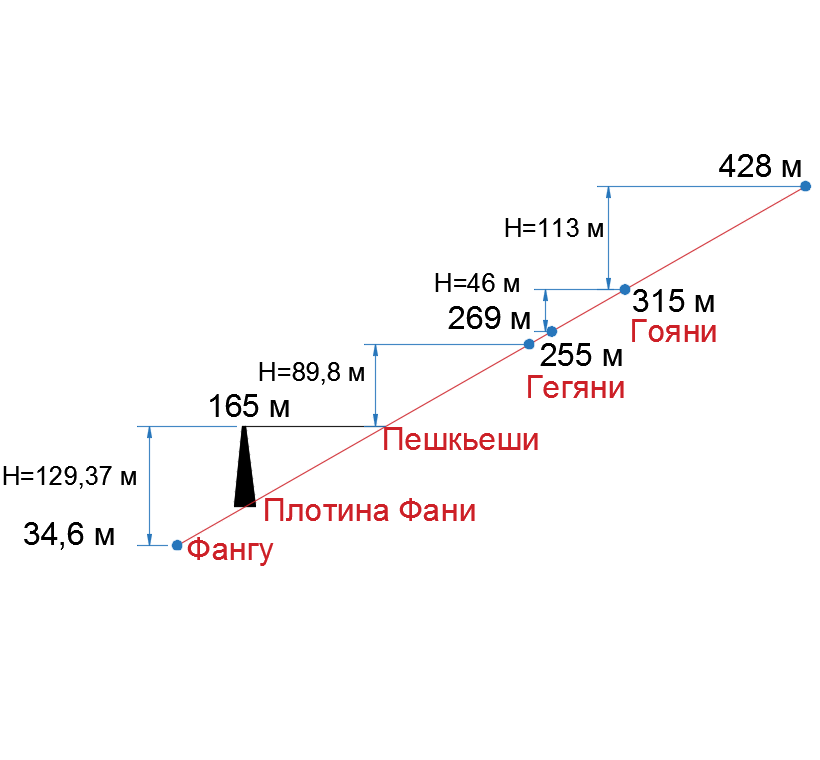
Схема каскада ГЭС на Фани

Торжественная церемония начала строительства каскада из пяти гидроэлектростанций на Фани с участием премьер-министра Сали Бериша состоялась 10 июня 2013 года. В каскад входят гидроэлектростанции «Гояни», «Гегяни», «Пешкьеши», плотина «Фани» и гидроэлектростанция «Фангу», которые построены на реках Большая и Малая Фани. Общая установленная мощность — 110,55 МВт, средняя годовая выработка электроэнергии — 376,82 ГВт⋅ч, что составляет 7,1 % от потребности в стране. также создано 950 рабочих мест. Стоимость строительства — 146 млн евро. Строительство на условиях build-own-operate (BOO) финансировала турецкая генерирующая компания Ayen Enerji A.Ş. Строительство третьей в каскаде гидроэлектростанции «Пешкьеши», плотины «Фани» и четвёртой в каскаде гидроэлектростанции «Фангу» производила в 2011—2017 годах турецкая компания Aydıner İnşaat A.Ş.. Установленная мощность первой в каскаде гидроэлектростанции «Гояни» — 12,25 МВт, средняя годовая выработка электроэнергии — 46,77 ГВт⋅ч. Установленная мощность второй в каскаде гидроэлектростанции «Гегяни» — 12,25 МВт, средняя годовая выработка электроэнергии — 24,68 ГВт⋅ч. Установленная мощность гидроэлектростанции «Пешкьеши» — 34 МВт, средняя годовая выработка электроэнергии — 118,4 ГВт⋅ч. Каскад включает 30,48 км напорных деривационных туннелей. Проходку туннелей общей длиной 26 км на ГЭС «Пешкьеши» и ГЭС «Фангу» и бетонные работы на плотине «Фани» в качестве субподрядчика в 2012—2016 годах выполняла турецкая компания Fermanoğlu İnşaat Turizm San. Tic. Ltd. Şti.

### ГЭС Пешкьеши
Деривационная ГЭС Пешкьеши расположена в 100 км к северо-востоку от Тираны. Установлены 2 турбины Френсиса с вертикальной осью (диаметр колеса 1532 мм). Установленная мощность — 34 МВт, средняя годовая выработка электроэнергии — 118,4 ГВт⋅ч. Единичная мощность генератора — 19 МВ·А. Максимальный общий расход воды — 43,5 м³/с, на агрегат — 21,75 м³/с, номинальный общий расход — 37 м³/с, на агрегат — 18,5 м³/с. Максимальный напор — 90 м, номинальный напор нетто — 82,77 м. Нормальный подпорный уровень (НПУ) — 255 м, уровень мёртвого объёма (УМО) — 253 м над уровнем моря. Уровень нижнего бьефа — 165 м над уровнем моря.

### ГЭС Фангу
В 2017 году в округе Мирдита области Лежа, в 80 км к северу от Тираны, в нижнем бассейне реки Большая Фани завершено строительство плотины «Фани» (Ura e Fanit) ГЭС Фангу (HEC Fangut). Плотина — каменно-набросная с железобетонным экраном (CFRD). Отметка гребня — 171 м, отметка тальвега — 77 м над уровнем моря. Высота плотины — 92 м (от тальвега — 94 м), длина по гребню — 403 м, объём — 2,42 млн м³. При максимальном уровне воды объём водохранилища составит 203,04 (225,36) млн м³, площадь — 7,5 км². Нормальный подпорный уровень водохранилища (НПУ) — 165 м, уровень мёртвого объёма (УМО) — 138 м над уровнем моря. Полезный объём — 135 млн м³. Водосборный бассейн — 774 км². Водосброс на левый берег, отметка водосброса — 159 м над уровнем моря. Максимальная пропускная способность водосброса 2045 м³/с. Длина напорного деривационного туннеля — 9600 м, диаметр — 6 (5,4) м.
Гидроэлектростанция построена в 2010—2018 годах на условиях build-own-operate (BOO) турецкой генерирующей компанией Ayen Enerji A.Ş. Проектированием занималась инжиниринговая компания IM Maggia Engineering с головным офисом в Локарно (Швейцария). Стоимость строительства — 120 млн евро.
В электростанции в нижней части плотины установлена 1 турбина Френсиса с горизонтальной осью. Установленная мощность — 1,11 МВт, средняя годовая выработка электроэнергии — 7,446 ГВт⋅ч. Мощность генератора — 1,25 МВ·А. Максимальный расход воды — 1,5 м³/с, номинальный — 0,75 м³/с. Напор — 82 м.
Выше деревни Фангу на левом берегу Фани находится деривационная ГЭС Фангу. Установленная мощность — 74,6 МВт, средняя годовая выработка электроэнергии — 221,4 ГВт⋅ч. Установлены 2 турбины Френсиса с вертикальной осью. Турбины мощностью 37,3 (37,25) МВт (диаметр рабочего колеса — 1,85 м) поставила чешская машиностроительная компания ČKD Blansko Holding, единственный акционером которой является российская компания «Тяжмаш», которой владеет российский депутат Андрей Трифонов. Гидроагрегаты могут использоваться в режиме синхронного компенсатора (СК). В поставку также входили гидрозатворы перед турбинами (2 дисковых затвора DN 2500 мм PN 16 бар) и на входе. Предохранительный дисковый затвор DN 4500 мм PN 12 бар на входе является одним из самых крупных затворов, выпущенных ČKD Blansko Holding. Мощность генераторов — 40 МВ·А. Нижняя отметка деривации — 34,23 м над уровнем моря. Напор — 130,58—104 м. Номинальный расход воды через одну турбину — 28,5 м³/с.